# Чемпионат мира по тяжёлой атлетике 1913
19-й Чемпионат мира по тяжёлой атлетике прошёл 28-29 июля 1913 года в Бреслау (Германская империя).

## Общий медальный зачёт
| Место | Страна              | Золото | Серебро | Бронза | Всего |
| ----- | ------------------- | ------ | ------- | ------ | ----- |
| 1     | Австрийская империя | 3      | 1       | 2      | 6     |
| 2     | Германская империя  | 1      | 2       | 1      | 4     |
| 3     | Российская империя  | 0      | 1       | 1      | 2     |
| всего | всего               | 4      | 4       | 4      | 12    |

## Медалисты
| Вес         | Золото                          | Серебро                    | Бронза                   |
| ----------- | ------------------------------- | -------------------------- | ------------------------ |
| До 60 кг    | Эмиль Климент (Австрия)         | Пётр Черудзинский (Россия) | Георг Фогель (Германия)  |
| До 70 кг    | Вильхельм Кёлер (Германия)      | Карл Самфас (Германия)     | Карл Свобода (Австрия)   |
| До 80 кг    | Леопольд Хеннермюллер (Австрия) | Ханс Абрахам (Германия)    | Йозеф Бухеггер (Австрия) |
| Свыше 80 кг | Йозеф Графль (Австрия)          | Бертольд Тандлер (Австрия) | Ян Краузе (Россия)       |

## Ссылка
- Статистика Международной федерации тяжёлой атлетики